# Isabel Van Buynder
Isabel Van Buynder (Oostende, 4 oktober 1991) is een Belgische voormalig alpineskiester.

## Carrière
Van Buynder maakte haar wereldbekerdebuut op 2 december 2012 tijdens de super G in Lake Louise. Het was meteen ook haar enige deelname aan een wereldbekerwedstrijd.
In 2009 kwalificeerde Van Buynder zich voor de Wereldkampioenschappen alpineskiën 2009 in Val d'Isère. Als beste resultaat behaalde ze een 24e plaats in de supercombinatie. Nadien nam van Buynder ook nog deel aan de Wereldkampioenschappen alpineskiën 2011 en Wereldkampioenschappen alpineskiën 2013.

## Resultaten

### Wereldkampioenschappen
| Jaar | Plaats                 | Resultaten                                                                  |
| ---- | ---------------------- | --------------------------------------------------------------------------- |
| 2009 | Val d'Isère            | 24e Supercombinatie 32e Afdaling 47e Reuzenslalom DSQ1 Slalom DNF1 Super G  |
| 2011 | Garmisch-Partenkirchen | 65e Reuzenslalom DNF2 Slalom                                                |
| 2013 | Schladming             | 29e Supercombinatie 35e Afdaling 55e Reuzenslalom 'DNF1 Slalom DNS1 Super G |